# Vivida Vis!
Vivida Vis! is het tweede demoalbum van de Amerikaanse punkband Against Me! en werd oorspronkelijk als cassette uitgegeven in 1998. Het was tevens de tweede uitgave van de band ooit. Alle teksten zijn geschreven door Laura Jane Grace.
Het nummer "In the Name of What" verscheen ook op het voorgaande album Against Me!, maar de twee versies verschillen echter wel van elkaar.

## Nummers
1. "Intro" - 1:41
2. "Tearing Down The Walls" - 2:58
3. "Burning Bridges" - 3:26
4. "In the Name Of What" - 3:54
5. "Shit Stroll (Nah Nah Nah)" - 2:42
6. "Interlude 1" - 0:35
7. "Edenquest" - 3:01
8. "Interlude 2" - 4:53
9. "This Is Control" - 3:55
10. "National Myth" - 4:17
11. "Once Pure" - 4:47
12. "Un-Thought of Heroes" - 5:47

## Band
- Laura Jane Grace - zang, gitaar
- Kevin Mahon- drums, slagwerk, zang